# Edita Koch
Edita Koch (geboren 1954 in Jablonec nad Nisou (Tschechoslowakei)) ist eine deutsche Publizistin und Verlegerin. Sie gibt seit 1981 die Zeitschrift Exil in Frankfurt am Main heraus.

## Leben
Edita Kochs Eltern waren tschechische Juden. Der Vater überlebte das KZ Auschwitz und den Todesmarsch Anfang 1945. In der Nachkriegs-Tschechoslowakei standen die Eltern der kommunistischen Führung kritisch gegenüber. Der Vater war Schmuckunternehmer und wurde enteignet. Im Zuge des antisemitischen Slánský-Prozesses geriet er ins Visier des Regimes. Edita Koch war zwei Jahre alt, als ihre Eltern das erste Mal verhaftet wurden; Verwandte nahmen das Kind auf. 1961 flüchtete der Vater nach Deutschland; 1968 folgte die Mutter mit der Tochter und dem Sohn nach. Die Familie ließ sich in Frankfurt am Main nieder. Als sie 15 Jahre alt war, schickte der Vater Edita Koch in einen Kibbuz nach Israel. Nach einem Jahr kehrte sie zurück. Sie kam anschließend nach Großbritannien, um Englisch zu lernen, und sollte in einer orthodoxen jüdischen Familie in Belgien ihren Glauben vertiefen.
Sie studierte Germanistik, Slawistik und Judaistik an der Johann Wolfgang Goethe-Universität Frankfurt am Main. Während des Studiums absolvierte sie ein Praktikum beim Suhrkamp Verlag und wurde dort 1976 fest angestellt. Sie promovierte 1983 mit einer Dissertation über Korrespondenz im Exil am Beispiel des Schriftstellers Ernst Weiß. 1999 übernahm sie die Leitung des Verlagsarchivs. Als der Suhrkamp Verlag 2009 nach Berlin umzog, blieb sie in Frankfurt.

## Werk
In ihrer Studienzeit in den 1970er Jahren stellte sie fest, dass in der Universitätsbibliothek kaum Sekundärliteratur über Schriftsteller zu finden war, die in der Zeit des Nationalsozialismus ins Exil gegangen waren oder aufgrund von Verfolgung flüchten mussten. Eine Dokumentations- und Quellensammlung zum deutschsprachigen Exil begann erst 1969. Das Institut für Zeitgeschichte in München und die Research Foundation for Jewish Immigration in New York vereinbarten 1972 ein Gemeinschaftsprojekt über die Anlage identischer Materialsammlungen. Edita Koch betrat Neuland, als sie plante eine akademische Zeitschrift über Emigranten und ihre Lebensumstände im Exil von 1933 bis 1945 zu gründen. Ihr damaliger Professor, Ernst Erich Noth, der als Kommunist im Untergrund gelebt hatte, bis ihm die Flucht in die USA gelungen war, bestärkte ihr Vorhaben ebenso wie Siegfried Unseld. Mit ihrem Ehemann, Joachim Koch, brachte sie 1981 die erste Ausgabe der Zeitschrift Exil in einer Auflage von 200 Exemplaren heraus. Als er ein halbes Jahr später starb, setzte Edita Koch die Zeitschrift allein fort. Dabei lernte sie viele der Autoren und Autorinnen noch persönlich kennen, darunter den Theater- und Filmkritiker der Weimarer Republik Hans Sahl, die Schriftstellerin Anja Lundholm, die das KZ Ravensbrück überlebt hatte, oder den Schriftsteller Peter Weiss. Die Zeitschrift dokumentierte auch weniger prominente Autoren von literarischer Qualität und veröffentlichte Texte aus Schriften dieser Autoren.

Die 150 Seiten starke Zeitschrift erscheint in Kochs eigenem Verlag zweimal im Jahr mit einer Auflage von 500 bis zeitweise 1500 verkauften Exemplaren. Nach eigener Auskunft hätte sie es ohne Unterstützung von Exilanten in New York finanziell nicht geschafft. Exil, mit dem Untertitel „Forschung. Erkenntnisse. Ergebnisse“, gilt laut der Frankfurter Rundschau „international anerkannt als die führende wissenschaftliche Edition zu den bitteren Folgen der nationalsozialistischen Gewaltherrschaft“. Etwa 20 Universitäten in Deutschland, 30 in den Vereinigten Staaten und weitere Hochschulen in Israel und Japan zählen zu den Abonnenten. Die Arbeit Kochs wurde mit Preisen gewürdigt. Anlässlich des 40-jährigen Jubiläums der Zeitschrift schrieb Hans Riebsamen 2022 in der FAZ: 

„Die Namen der meisten Emigranten sind völlig in Vergessenheit geraten. Vielmehr: Sie wären es, würde nicht eine Frankfurter Verlegerin die politischen Flüchtlinge aus Hitler-Deutschland seit 40 Jahren in ihrer Zeitschrift ‚Exil‘ in Erinnerung rufen.“

## Auszeichnungen
- 1983: Deutscher Literaturfonds, geförderte Zeitschrift[6]
- 1993: Bundesverdienstkreuz am Bande[7]
- 2003: Jan-Masaryk-Medaille der Stadt Prag
- 2006: Ben-Witter-Preis für die Zeitschrift „Exil“